# Comtat de Berga
El comtat de Berga fou un dels comtats catalans que es constituí en el territori de la Gòtia després de la conquesta franca. Comprenia l'actual comarca del Berguedà, sense la Vall de Lillet i de Bagà (o Brocà), i part del Bages (Navàs i Sant Mateu de Bages) i gairebé sempre va dependre del comtat de Cerdanya.
Només va tenir tres períodes breus amb comtes titulars propis:
- Entre 988 i 1002, Oliba I
- Entre 1035 i 1050, Bernat I de Berga i Berenguer I de Berga
- Entre 1094 i 1109, Bernat II de Berga (després també comte de Cerdanya)

Va ser governat habitualment com a comtat autònom per vescomtes feudataris del comte de Cerdanya.

## Orígens
El seu origen es troba en l'antic pagus de Berga, una demarcació existent segurament en temps dels visigots i dels romans, ja que coincidia amb el territori de l'antiga tribu ibera dels bergistans o bargusis. En un principi, el pagus de Berga formava part del comtat de Cerdanya.
L'expansió del comtat de Cerdanya va fer que aquest comtat traspassés aviat, durant el segle ix, la barrera muntanyosa de la serra del Cadí, la Tosa d'Alp, el Puigllançada i el Mogrony. A principis del segle x, els comtes de Cerdanya organitzaren el pagus de Berga com a comtat, nomenant-hi un vescomte el 905. El 1035, el comtat de Berga ja tenia una marca (frontera) amb els àrabs: la marca de Berga, és a dir, el sector de la Segarra conquerit pels comtes de Cerdanya durant el segle xi, que comprenia una estreta franja des de Castellfollit de Riubregós, el Portell, Pujalt, Ferran, Gàver i les Oluges, fins a prop de Tàrrega, limitada al nord i al sud pel comtat d'Urgell i pel comtat d'Osona. El 1058, el comte Ramon Guifré de Cerdanya va concedir al Ramon Berenguer I, comte de Barcelona, el dret a expandir-se per la seva marca, més enllà de les Oluges.

## Evolució
El comtat de Berga sempre va estar unit a la casa comtal de Cerdanya. El 988, després de l'abdicació del comte de Cerdanya Oliba Cabreta, el comtat de Berga passà a govern del seu fill Oliba, qui, després de renunciar al govern el 1002, seguiria la carrera eclesiàstica i arribaria a ser l'abat Oliba; aleshores, el comtat de Berga passà al comte Guifré II de Cerdanya, germà de l'abat Oliba.
El 1035, Guifré II de Cerdanya abandonà el govern dels seus comtats i es retirà com a monjo al monestir del Canigó; llavors, entre els anys 1035 i 1050, el comtat el regí el seu fill Bernat i, després, el seu germà Berenguer, futur bisbe de Girona; finalment, el comtat de Cerdanya passà al comte Ramon Guifré de Cerdanya, qui, el 1068, el cedí al seu fill Guillem Ramon; aquest, el 1094 el concedí al seu fill segon, Bernat Guillem, que en fou comte exclusiu fins que, el 1109, esdevingué comte de Cerdanya a la mort del seu germà Guillem Jordà.

## La fi del comtat
El 1117, arran de la mort sense descendència del comte Bernat Guillem, va extingir-se la casa comtal de Cerdanya. Aleshores, els seus dominis -el comtat de Cerdanya, el comtat de Berga i el comtat de Conflent- passaren al comte Ramon Berenguer III de Barcelona, cosí germà de Bernat Guillem.
Durant el segle xii, els comtes de Barcelona desmantellaren tota l'organització administrativa del comtat de Berga.

## Comtes de Berga
- Oliba I (988 - 1002)
- Guifré II de Cerdanya (1002 - 1035)
- Bernat I de Berga (1035 - 1050)
- Berenguer I de Berga (1050)
- Ramon I de Cerdanya (1050 - 1068)
- Guillem I de Cerdanya (1068 - 1094)
- Bernat II de Berga (1094-1117) i I de Cerdanya (1109 - 1117)
- Comtes de Barcelona d'ençà de 1117

## Vescomtat
El vescomtat de Berga fou una jurisdicció feudal del comtat de Cerdanya que es va crear quan el pagus de Berga (el Berguedà) va adquirir categoria de comtat al començament del segle x.
El segle x, des del 905, apareixen un parell de nom relacionats amb vescomtes de Berga. Bardina, esmentat des del 1003, fou pare de Dalmau I i aquest de Bernat I. El seu germà Hug (mort el 1098) va portar el títol de vescomte i va tenir un fill, Bernat (mort vers 1131) que fou el tronc dels Mataplana. Dos germans més, Berenguer (mort vers 1127) i Guillem, foren senyors de Cervera i tronc dels Cervera; a Bernat I el va succeir el seu fill Dalmau II casat amb Agilava i mort vers el 1113. Després d'això, el 1130, s'esmenta com a vescomte a Guillem, fill d'un vescomte no identificat, potser Berenguer, i d'una Guisla (Berenguer estava casat amb una Guisla) que fou el pare de Guillem de Berguedà (Guillem II), famós trobador (1140-1195) i senyor de Montmajor, Madrona, Casserres, Espinalbet i Puig-reig del que no consta que fos vescomte tot i que devia ser l'hereu; Guillem fou pare també de Bernat Ramon (mort el 1196), Ferrer (mort passat el 1173), Ramon (mort abans del 1196) i Berenguer (mort vers 1199) senyor de Montmajor, Madrona, Casserres, Espinalbet i Puig-reig potser per herència de sa germà i, per tant, possible vescomte, que al morir va deixar un sol fill Ramon de Berguedà que el mateix 1199 va vendre els seus drets vescomtals al rei Pere I de Catalunya-Aragó.
- Brandui (esmentat vers 905 - 955)[3][4]
- Onofred (esmentat vers 941)
- Bardina (1003 - 1017)
- Dalmau I (1017 - 1067)
- Bernat Dalmau (1067 - 1090)
- Dalmau II Bernat (1090 - 1113)
- Incert (potser Berenguer) (1113 - 1130)
- Guillem I (vers 1130 - 1185)
- Guillem II (vers 1185 - 1195)
- Berenguer (1195 - 1199)
- Ramon de Berguedà (1199)